# Avions Fairey Junior

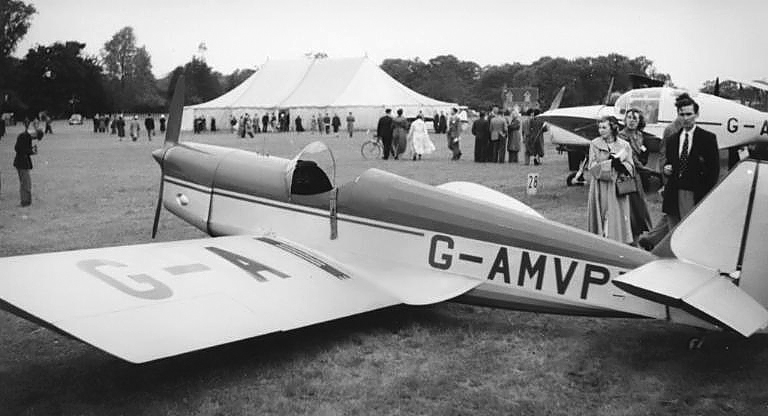
Tipsy Junior G-AMVP 1953

Die Avions Fairey Junior war ein einsitziges Sportflugzeug.

## Beschreibung
Die Avions Fairey Junior war das erste Flugzeug der belgischen Firma Avions Fairey, das nach dem Zweiten Weltkrieg auf den Markt kam. Der Tiefdecker war in Holzbauweise mit Sperrholz- und Stoffverkleidung konstruiert. Das Flugzeug hatte ein konventionelles Leitwerk und ein festes Spornradfahrwerk. Als Antrieb waren verschiedene Motoren mit einer Leistung von 25 bis 65 PS (18,6 bis 48,5 kW) möglich.

## Technische Daten
| Kenngröße             | Daten                                           |
| --------------------- | ----------------------------------------------- |
| Besatzung             | 1                                               |
| Spannweite            | 6,9 m                                           |
| Länge                 | 5,65 m                                          |
| Flügelfläche          | 10,5 m²                                         |
| Leermasse             | 200 kg                                          |
| max. Startmasse       | 350 kg                                          |
| Höchstgeschwindigkeit | 180 km/h                                        |
| Reisegeschwindigkeit  | 160 km/h                                        |
| Reichweite            | 550 km                                          |
| Dienstgipfelhöhe      | 5.500 m                                         |
| Triebwerk             | ein Reihenmotor Walter Mikron mit 62 PS (46 kW) |